# Martinstor
La Martinstor dans la Kaiser-Joseph-Straße est, par rapport à la Schwabentor, la plus ancienne des deux tours-portes encore conservées des fortifications médiévales de Fribourg-en-Brisgau.

## Histoire
Des examens dendrochronologiques des poutres en bois les datent de l'année 1202. La porte est mentionnée pour la première fois en 1238 sous le nom de "Porta Sancti Martini". La base mesure 10 mètres sur 11. L'épaisseur du mur au sud est de 3,10 m en dessous et de 2,70 m à l'étage supérieur ; les parois latérales sont un peu plus faibles. La Martinstor était auparavant insérée au ras du mur de la ville et reliée au rempart derrière les remparts de la couronne du mur. Cette ancienne ouverture est visible du côté est de la Martinstor à une hauteur de quelques mètres.
Elle est reconstruite plusieurs fois au cours des siècles. Parfois, elle servit aussi de prison, dont les détenus eussent « mis leur manteau de Martin ».
Depuis le XVIIe siècle, le côté ville est décoré d'une image de Saint-Martin. La Martinstor perd son lien avec les faubourgs durant cette période en raison de la construction de la forteresse et du nivellement des faubourgs par Sébastien Le Prestre de Vauban. Maintenant, la Salzstraße sert d'entrée du Höllental.
Le portrait de Martin de Tours est renouvelé plusieurs fois, le plus récemment en 1851 par Wilhelm Dürr. Il est supprimé en 1968. Jusqu'à présent, le conseil municipal de Fribourg n'a pas été en mesure de décider d'une nouvelle représentation, de sorte qu'un espace vide peut être vu au-dessus d'une plaque existante pour commémorer les batailles des groupes d'autodéfense de Fribourg contre les troupes révolutionnaires françaises.
La Martinstor reste en grande partie inchangée jusqu'à la fin du XIXe siècle. Alors qu'une partie de la population exige désormais la démolition des deux portes de la ville encore préservées pour des raisons liées à la circulation, le maire Otto Winterer fait campagne pour qu'elles soient préservées et rénovées. En juin 1896, un concours est lancé parmi les architectes allemands pour sélectionner un projet pour la conception des Martinstor et Schwabentor. La maison particulière du côté ouest de la porte doit être conservée, mais doit avoir un passage au rez-de-chaussée. Du côté est, le portail précédemment indépendant pourrait être relié à la maison voisine. Outre Winterer, Josef Durm, Carl Schäfer, Max Meckel et un membre du conseil municipal font office de juges. Cependant, aucune des inscriptions au concours n'est mise en œuvre. Au lieu de cela, l'administration municipale demande à Meckel et Schäfer des offres, car les conditions du programme ont changé. En 1899, on décide de construire le tramway électrique de Fribourg, ce qui nécessite le déplacement des maisons privées qui bordent les deux tours. Schäfer suggère d'augmenter la Martinstor de 22 à 66 m et la Schwabentor de 26 à 65. Comme raison, il cite les maisons les plus hautes de la région. Sa conception combine les éléments existants du début du XIIIe siècle avec des structures gothiques tardives du XVe siècle. À l'été 1901, la rénovation est réalisée par le constructeur fribourgeois Eugen Schmidt. Le 28 août 1901, la cérémonie de finition est célébrée aux deux portes de la ville, avant qu'elles ne soient achevées le 14 octobre lorsque le tramway entre en service. La conception commandée par Schäfer en avril 1902 pour la construction sur le chemin piétonnier du côté est de la porte est achevée en mai 1902. L'agrandissement prévu avec deux étages massifs ainsi qu'un troisième, qui est conçu comme une construction à colombages du côté nord, mais qui est censé apparaître massif du côté sud, n'est pas mis en œuvre. La raison est probablement le rejet par le propriétaire de la maison adjacente. Le complexe de maisons en quatre parties du Kaiser-Joseph-Straße 250-256, qu'il avait construit sur quatre étages, est réalisé par Schäfer, les bâtiments précédents ayant un étage de moins. Le nouveau toit en pente a des tuiles vernissées vertes. Comme les briques se détachent, il est recouvert de cuivre.
À côté de la porte, une porte est construite, également dans le style historicisant, avec un deuxième passage plus grand. L'extérieur de la porte est décoré d'un aigle impérial allemand peint sur les armoiries de Fribourg et de Bade. Ce tableau est retiré en 1951. Une réplique d'une dalle de grès baroque avec l'aigle à deux têtes du Saint Empire romain est plus tard placée au-dessus de l'arcade.
En 2013, on débat de la nécessité de remettre une représentation sur la Martinstor. Outre le Saint-Martin de Simon Göser, des représentations de Martin Luther King et de Joß Fritz sont proposées ; Il y a aussi des critiques de ces propositions. En mai 2013, le conseil municipal décide d'élaborer un projet de résolution pour la mise en place d'une commission artistique, qui doit être établie au second semestre 2013. La commission d'art, qui doit exister de façon pérenne et ne pas seulement décider dans ce cas, ne peut plus être mise en place en 2013 en raison de la clarification de questions fondamentales. En décembre 2014, le conseil municipal nomme les membres de la commission qui commencent leurs travaux au printemps 2015 et arrivent à la conclusion en décembre : Le portail doit rester sans image. Le conseil municipal suit la recommandation.

## Source de la traduction
- (de) Cet article est partiellement ou en totalité issu de l’article de Wikipédia en allemand intitulé « Martinstor » (voir la liste des auteurs).